# Vilanuñe
Vilanuñe (llamada oficialmente San Salvador de Vilanuñe) es una parroquia y una aldea española del municipio de Antas de Ulla, en la provincia de Lugo, Galicia.

## Organización territorial
La parroquia está formada por una entidad de población:
- Vilanuñe

## Demografía
| Gráfica de evolución demográfica de Vilanuñe entre 2000 y 2019 |
|                                                                |
| Datos según el nomenclátor publicado por el INE.               |